# Sportler des Jahres 1994 (Deutschland)
Die Sportler des Jahres 1994 in Deutschland wurden von den Fachjournalisten gewählt und am Jahresende im Kurhaus von Baden-Baden ausgezeichnet. Veranstaltet wurde die Wahl zum 48. Mal von der Internationalen Sport-Korrespondenz (ISK).

## Männer
| Platz | Sportler           | Sportart        | Punkte | Erfolge 1994                                           |
| ----- | ------------------ | --------------- | ------ | ------------------------------------------------------ |
| 1.    | Markus Wasmeier    | Ski Alpin       | 2018   | Olympiasieger Super-G u. Riesenslalom                  |
| 2.    | Michael Schumacher | Formel 1        | 1781   | Weltmeister                                            |
| 3.    | Jens Weißflog      | Skispringen     | 1281   | Olympiasieger Großschanze u. Team, Weltcup-Zweiter     |
| 4.    | Henry Maske        | Boxen           | 1133   | Weltmeister (IBF), 3 Titelverteidigungen               |
| 5.    | Boris Becker       | Tennis          | 1039   | Finalist ATP-Weltmeisterschaft, Halbfinalist Wimbledon |
| 6.    | Dieter Baumann     | Leichtathletik  | 0976   | Europameister 5000-Meter-Lauf                          |
| 7.    | Jürgen Klinsmann   | Fußball         | 0540   | fünf Weltmeisterschaftstore                            |
| 8.    | Georg Hackl        | Rennrodeln      | 0387   | Olympiasieger                                          |
| 9.    | Franke Sloothaak   | Springreiten    | 0218   | Weltmeister Einzel u. Mannschaft                       |
| 10.   | Udo Bölts          | Straßenradsport | 0162   |                                                        |

## Frauen
| Platz | Sportler              | Sportart       | Punkte | Erfolge 1994 |
| ----- | --------------------- | -------------- | ------ | --- |
| 1.    | Katja Seizinger       | Ski Alpin      | 1917   | Olympiasiegerin Abfahrt, Weltcupsiegerin Abfahrt u. Super-G                                                                     |
| 2.    | Franziska van Almsick | Schwimmen      | 1738   | Weltmeisterin 200 Meter Freistil, Zweite 4-mal-200-Meter-Staffel Freistil, Dritte 100 Meter u. 4-mal-100-Meter-Staffel Freistil |
| 3.    | Heike Drechsler       | Leichtathletik | 1565   | Europameisterin, Weltjahresbestleistung Siebenkampf                                                                             |
| 4.    | Dagmar Hase           | Schwimmen      | 0799   | Weltmeisterschafts-Zweite 4-mal-200-Meter-Staffel Freistil, Startverzicht 200 Meter Freistil zugunsten von van Almsick          |
| 5.    | Sabine Braun          | Leichtathletik | 0547   | Europameisterin |
| 6.    | Steffi Graf           | Tennis         | 0534   | Siegerin Australian Open, Zweite US Open                                                                                        |
| 7.    | Birgit Schmidt        | Kanurennsport  | 0452   | Weltmeisterin Einer u. Vierer 500 Meter, Zweite Zweier 200 Meter, Dritte Zweier 500 Meter                                       |
| 8.    | Isabell Werth         | Dressurreiten  | 0374   | Weltmeisterin Einzel u. Mannschaft                                                                                              |
| 9.    | Claudia Pechstein     | Eisschnelllauf | 0305   | Olympiasiegerin 5000 Meter, Dritte 3000 Meter                                                                                   |
| 9.    | Gunda Niemann         | Eisschnelllauf | 0305   | Olympiazweite 5000 Meter, Dritte 1500 Meter                                                                                     |

## Mannschaften
| Platz | Sportler                          | Sportart       | Punkte | Erfolge 1994                |
| ----- | --------------------------------- | -------------- | ------ | --------------------------- |
| 1.    | Skisprung-Team                    | Skispringen    | 1669   | Olympiasieger               |
| 2.    | 4-mal-100-Meter-Staffel Frauen    | Leichtathletik | 1505   | Europameister               |
| 3.    | Biathlon-Staffel Männer           | Biathlon       | 1406   | Olympiasieger               |
| 4.    | SC Freiburg                       | Fußball        | 0804   |                             |
| 5.    | Bahnrad-Vierer                    | Bahnradsport   | 0614   | Weltmeister                 |
| 6.    | Springreiter-Equipe               | Springreiten   | 0589   | Weltmeister                 |
| 7.    | Handballnationalmannschaft Frauen | Handball       | 0553   | Europameisterschaftszweiter |
| 8.    | Viererbob-Team Harald Czudaj      | Bobsport       | 0542   | Olympiasieger               |
| 9.    | THW Kiel                          | Handball       | 0407   | Deutscher Meister           |
| 10.   | Dressur-Equipe                    | Dressurreiten  | 0388   | Weltmeister                 |